# Netzwerkforschung
Mit Netzwerkforschung beschäftigen sich zahlreiche wissenschaftliche Disziplinen, z. B. Politikwissenschaft, Soziologie, Psychologie und Informatik. Aufgrund dieser Interdisziplinarität werden unterschiedliche Fragestellungen verfolgt, sodass innerhalb der Netzwerkforschung verschiedene Analyse- und Aggregationsebenen unterschieden werden können.
Die Historische Netzwerkforschung beschäftigt sich mit der Vernetzung und Interaktion von historischen Personen.

## Netzwerkforschung in der Informatik
In der Informatik befasst sich insbesondere ein Teil der Graphentheorie mit der Netzwerktheorie (englisch network theory). Es finden sich Anwendungen in zahlreichen Disziplinen, z. B. Biologie, Wirtschaftswissenschaften und Soziologie. In der Netzwerkforschung werden Graphen als Repräsentant von Zusammenhängen zwischen zu untersuchenden Objekten analysiert. Konkret werden logistische Probleme untersucht, das World Wide Web, Protein-Protein-Interaktionen, soziale Netzwerke etc.

## Netzwerkforschung in sozialen Netzwerken
Die Netzwerk- und soziale Unterstützungsforschung hat ihre Anfänge in den 1970er Jahren, seither kann auf eine stetige Theorieentwicklung Bezug genommen werden. Psychosoziale Beratung konnte durch eine spezifische Ressourcen- und Lebensweltorientierung einen eigenen Ansatz neben der Psychotherapie entwickeln.
Die fördernden Potentiale sozialer Beziehungen werden durch soziale Netzwerkforschung, bzw. soziale Unterstützungsforschung, empirisch bearbeitet. Der Fokus liegt auf den integrativen Funktionen und Schutzfunktionen, die soziale Netzwerke für Menschen übernehmen. Soziale Unterstützung erfolgt über soziale Beziehungssysteme, in denen sich fördernde, sowie regulative, als auch kontrollierende und konflikthafte Dimensionen wahrnehmen lassen. Soziale Unterstützung aus dem Beziehungssystem fördert die Stressbewältigung und hilft somit auch Gesundheit und Wohlbefinden zu erhalten und weiterzuentwickeln. Forschungsergebnisse zeigen, dass Menschen die Bewältigung der Lebensumstände besser gelingt, wenn sie Zugang zu sozialer Unterstützung haben.
Über US-amerikanische Wissenschaftsforschung konnte belegt werden, dass soziale Netzwerke wie ein soziales Immunsystem wirken können, es wird die Funktion von sozialer Unterstützung als Stresspuffer beschrieben. Aufgrund des internationalen Fortschrittes der sozialen Netzwerk- und Unterstützungsforschung liegen verwendbare Konzepte und Modellvorstellungen vor.
Den Ausgangspunkt der Forschung stellt die Frage dar, wie soziale Unterstützung dort gefördert werden kann, wo diese nicht entwickelt ist. Ziele und Nutzen der Forschung liegen darin, für die Bereiche klinisch-psychologischen und gemeinde-psychologischen Handelns neue Interventionsstrategien und -konzepte zu entwickeln, die mit der Praxis der Gesundheitswissenschaften, Sozialen Arbeit und Sozialpädagogik verbunden werden können.
Die Analyseebenen (Mikro-, Meso- und Makroebene) geben Auskunft darüber, ob ein Individuum, eine Organisation oder Beziehungen zwischen Organisationen im Fokus der Betrachtung liegen. Die Aggregationsebenen (Dyade, Triade, Gruppe etc.) hingegen differenzieren, wie viele Akteure, nämlich ob zwei, mehrere oder alle Akteure, eines Netzwerks Untersuchungsgegenstand sind.

### Analyseebenen der Netzwerkforschung
Innerhalb der Netzwerkforschung werden drei Analyseebenen unterschieden, die Mikro-, Meso- und Makroebene.

#### Mikroebene
Auf der Mikroebene steht das Individuum als Akteur innerhalb eines Netzwerkes im Fokus der Betrachtung. Untersucht werden Einzelpersonen und deren Beziehungen zu anderen Personen z. B. innerhalb einer Familie oder Arbeitsgruppen. In der organisationellen Netzwerkforschung wird diese Ebene als intraorganisationelles Netzwerk bezeichnet.

#### Mesoebene
Auf der Mesoebene (organisationelles Netzwerk) sind Organisationen, Unternehmen, Behörden oder auch Gemeinden enthalten. Der Fokus liegt hier auf der Betrachtung von Gruppen als Akteuren und nicht wie auf der Mikroebene auf Einzelpersonen. Ein Mesosystem umfasst die Wechselbeziehungen zwischen den Lebensbereichen, an denen eine Person aktiv beteiligt ist. In einem Lebensbereich oder in mehreren Lebensbereichen können Ereignisse stattfinden, die beeinflussen, was im Lebensbereich einer sich entwickelnden Person passiert.

#### Makroebene
Auf der Makroebene geht es um die Beziehungen zwischen Organisationen (interorganisationelles Netzwerk). Beispiele hierfür sind strategische Allianzen, Weltgesellschaft, Bund-Länder-Beziehungen oder zwischenstaatliche Beziehungen.
Zwischen den Ebenen findet eine wechselseitige Beeinflussung statt. Einflüsse von Individuen und Gruppen auf Organisationen werden als Mikroeinflüsse, von Organisationen auf Individuen hingegen als Makroeinflüsse bezeichnet.

### Aggregationsebenen der Netzwerkforschung
Neben der Unterscheidung, auf welcher Ebene Akteure untersucht werden, können auch verschiedene Aggregationsebenen betrachtet werden, nämlich ob zwei, mehrere oder alle Akteure eines Netzwerks Untersuchungsgegenstand sind. Akteure können Einzelpersonen, Gruppen und Organisationen sein.

#### Dyade
Die Beziehung zwischen zwei Akteuren steht im Fokus der Betrachtung. Sie stellt die Basiseinheit jeder Netzwerkanalyse dar.

#### Triade
Die Beziehung zwischen drei Akteuren wird betrachtet.

#### Egozentrisches Netzwerk
Dies umfasst alle Beziehungen aus der Perspektive eines Akteurs. Der fokale Akteur wird dabei als Ego, die anderen Akteure zu denen der fokale Akteur Beziehungen hat, als Alters bezeichnet.

#### Gruppe
Egozentrische Daten mehrerer Akteure liegen vor.

#### Gesamtnetzwerk
Untersuchungsgegenstand sind alle Beziehungen zwischen einem abgegrenzten Satz von Akteuren.

### Wissenschaftliche Untersuchungsperspektiven der Netzwerkforschung
In der Netzwerkforschung können zwei wissenschaftliche Untersuchungsperspektiven unterschieden werden.
Bei der strukturellen Perspektive liegt der Fokus der Betrachtung auf Muster von Beziehungen. So werden beispielsweise Verhalten, Einstellungen, Überzeugungen und andere Outcome-Variablen der Netzwerkform zugeschrieben, also über die Position eines Akteurs in seinem eigenen Netzwerk. Zugang zu strukturellen Informationen erhält man über Fragen wie z. B. „Liste die Personen auf, die du bei deiner Arbeit um Rat fragst“, also Fragen deren Antworten Namen generieren (name generators).
Bei der relationellen Perspektive liegt der Fokus hingegen auf den Inhalten von Beziehungen (z. B. Freundschaft, Verwandtschaft). Relationelle Informationen erhält man über Fragen deren Antworten inhaltliche Erkenntnisse generieren, z. B. „Wie oft sprichst du mit den von dir genannten Personen“ (name interpreters).